# 1911 en Saskatchewan
Chronologie de la Saskatchewan
- 1907
- 1908
- 1909
- 1910
- 1911
- 1912
- 1913
- 1914
- 1915

Cette page concerne des événements d'actualité qui se sont produits durant l'année 1911 dans la province canadienne de la Saskatchewan.

## Politique
- Premier ministre : Thomas Walter Scott
- Chef de l'Opposition :
- Lieutenant-gouverneur : George William Brown
- Législature :

## Naissances
- 11 novembre : Gordon Robert Pettinger, dit Gord, (né  à Regina et mort le 12 avril 1986[1]) est un joueur professionnel canadien de hockey sur glace qui évoluait au poste de centre.